# Rainbach im Innkreis
Rainbach im Innkreis là một đô thị thuộc huyện Schärding thuộc bang Oberösterreich, Áo. Đô thị Rainbach im Innkreis có diện tích 25 km², dân số thời điểm năm 2006 là 1510 người.